# كومبوتشا

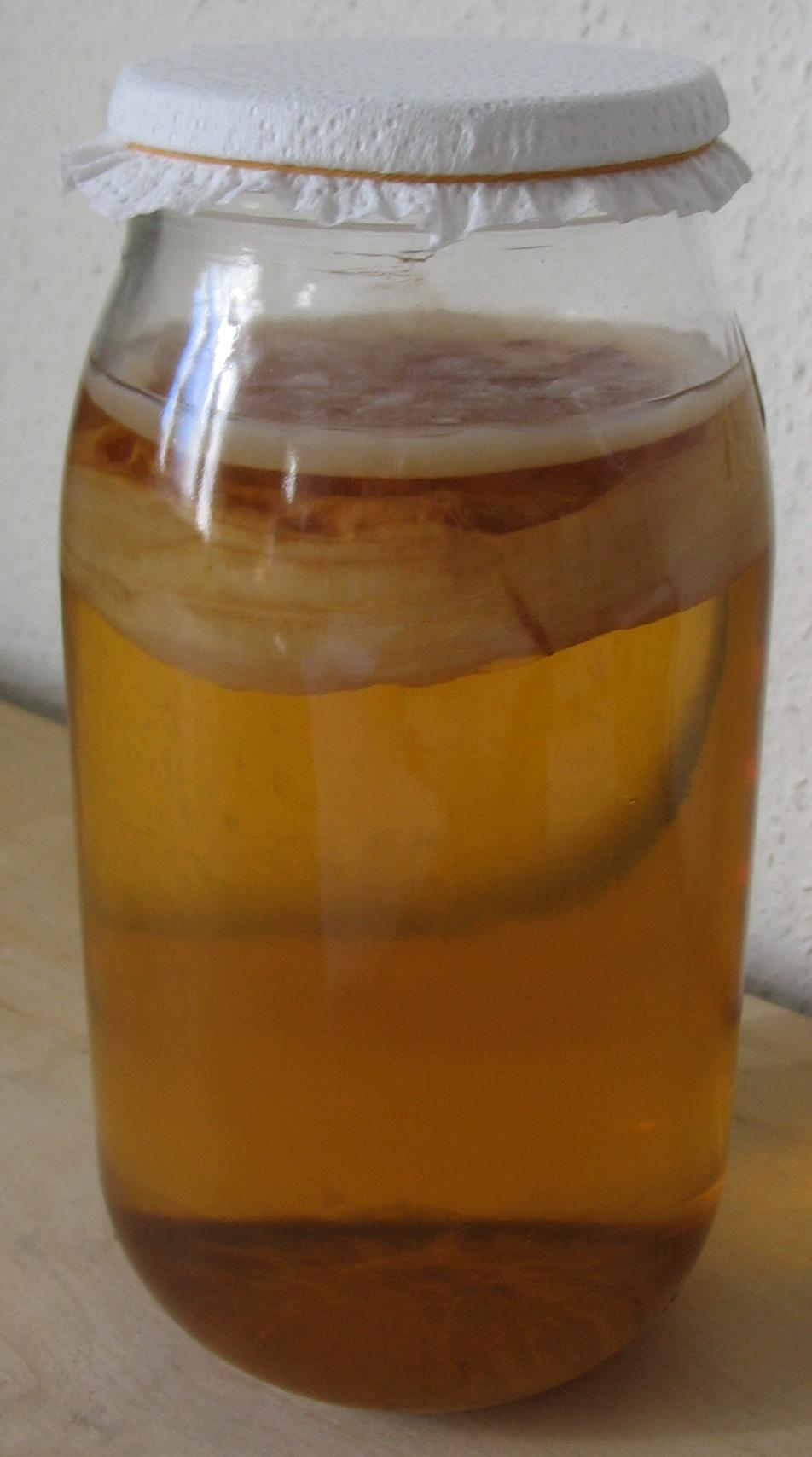
ثقافة كومبوتشا أثناء التخمير.

الكومبوتشا (بالإنجليزية: Kombucha)‏ ويسمى (أيضًا فطر الشاي، أو فطر المنشوريا عند الإشارة إلى الثقافة؛ الاسم النباتي Medusomyces gisevii )هو مشروب مخمر، مكون من أنواع نافعة معروفة من البكتريا والخمائر، يتم شاي الكومبوتشا عن طريق تخمير الكومبوتشا والبكتيريا في بيئة حلوة: الشاي أو شاي الأعشاب + السكر الأبيض (70 جم / لتر) أو العسل وعصير العنب. يتم إعداده تقليديا في روسيا والصين مع الشاي الأخضر أو الشاي الأسود الحلو.
ويعتقد أن كومبوتشا نشأ في منشوريا حيث يتم تناول المشروب بشكل تقليدي، أو في روسيا وأوروبا الشرقية. كومبوتشا هو الآن مصنوع محليا في جميع أنحاء العالم، وأيضا المعبأة في زجاجات وبيعها تجاريا من قبل مختلف الشركات. 
وعادة ما يتم صنعه من الشاي الأسود، ولكن أحياناً ما يستخدم الشاي الأخضر أيضاً. وبمجرد ان تتم إضافة أوراق الشاي (أو الأكياس) إلى إناء من الماء المغلي ثم تركها حتى تنقع جيداً، تتم إزالة أوراق الشاي وإضافة بعض السكر. بعد أن يتم تبريد الشاي، يمكنك إضافة “الشاي الذي تم صنعه من قبل” (شاي الكومبوتشا المخمّر مسبقاً) وخميرة الـ SCOBY، وهي اختصار لكلمة الثقافة التكافلية للبكتريا والخميرة. ثم يُترك هذا الشراب ليتخمر ويولد البكتيريا. 
وقد نسبت العديد من الفوائد الصحية غير المعقولة إلى شرب كومبوتشا. وتشمل هذه المطالبات لعلاج الإيدز، والشيخوخة، وفقدان الشهية، والتهاب المفاصل، تصلب الشرايين، والسرطان، والإمساك، ومرض السكري، ولكن لا يوجد دليل يدعم أي من هذه الادعاءات.  وعلاوة على ذلك، تسبب المشروب في حالات نادرة من الآثار الضارة الخطيرة، بما في ذلك الوفيات، والتي قد تنجم عن التلوث أثناء التحضير المنزلي. لذلك، قد تفوق الأضرار المحتملة من شرب كومبوتشا الفوائد، لذلك لا ينصح به لأغراض علاجية. 

## تاريخ
الأصل الدقيق للكومبوتشا غير معروف، على الرغم من أن منشوريا هي مكان المنشأ المحتمل. ربما نشأت منذ 200 عام أو حتى 2000 سنة مضت. تفيد التقارير بأن المشروب قد تم استهلاكه في شرق روسيا على الأقل في وقت مبكر من عام 1900 ومن هناك دخل إلى أوروبا.  بعد تناول الكحول بنسبة أقل من 0.5 ٪، لا يعد كومبوتشا مشروبًا خاضعًا للتنظيم الفيدرالي في الولايات المتحدة.
قبل عام 2015، تم العثور على بعض ماركات كومبوتشا المتاحة تجاريًا التي تحتوي على محتوى كحول يتجاوز الحد، مما أدى إلى تطوير طرق اختبار جديدة. مع ارتفاع شعبية في البلدان المتقدمة في أوائل القرن 21، زادت مبيعات كومبوتشا بعد تسويقها كبديل للبيرة والمشروبات الكحولية الأخرى في المطاعم والحانات.

## أصل المصطلح
يُعرف اسم كومبوتشا باسم co-m-bou-tcha "، من أصل غير مؤكد.
تقليديًا، تُعرف بأسماء مختلفة: باللغة الروسية Чайный гриб (chaynyy grib)، باللغة الصينية 菌 菌 (chájūn)، باللغة اليابانية 紅茶 キ ノ コ (kōcha-kinoko)، باللغة الكورية 홍차 버섯 차 (hongchabeoseotcha)؛ كل هذه الأسماء تعني حرفيًا «فطر الشاي» أو «لاميناريا الشاي». يستخدم اختصار SCOBY أيضًا للمستعمرة التكافلية للبكتيريا والخميرة.

## الآثار الجانبية

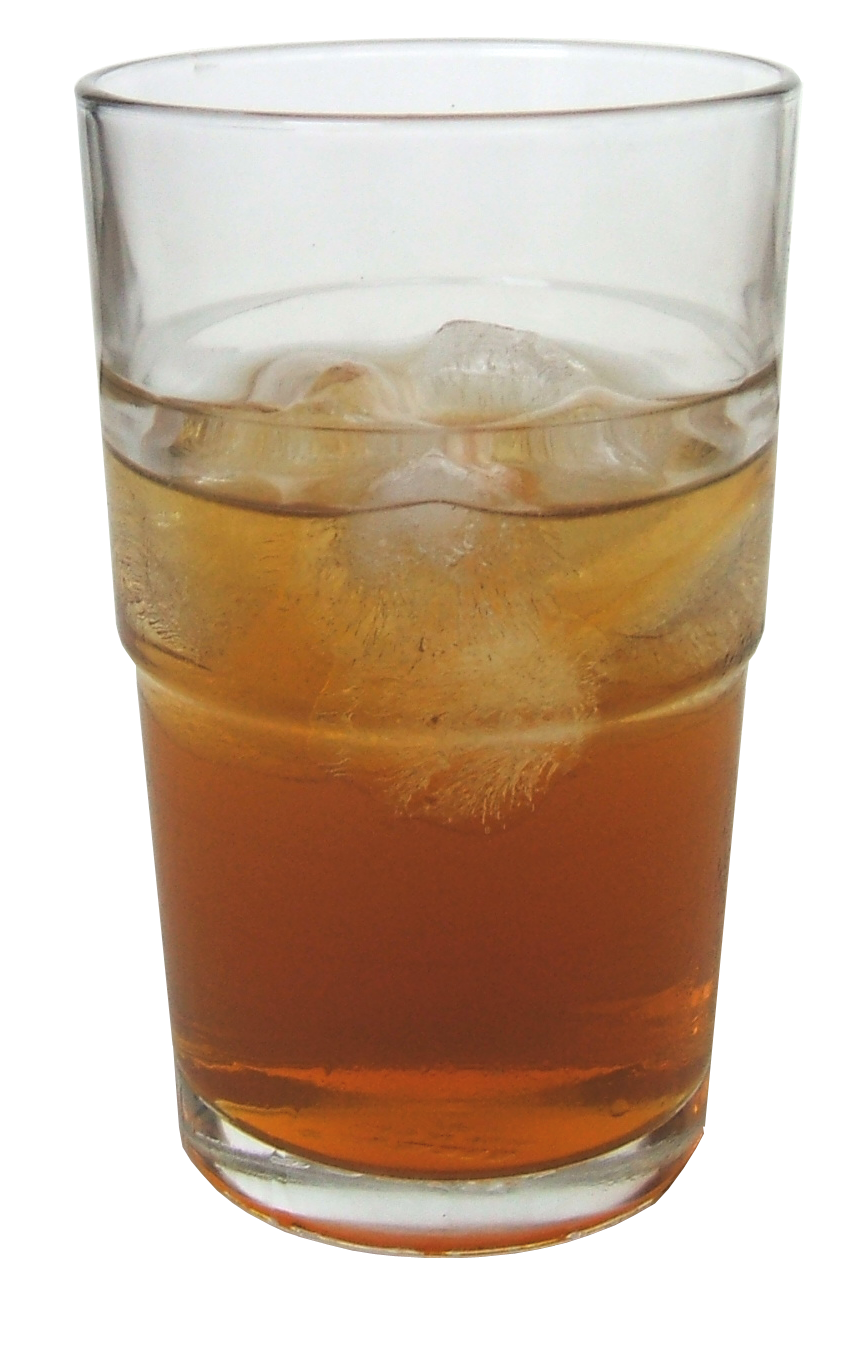
شاي كومبوتشا مع مكعبات الثلج

تشمل الآثار الضارة المرتبطة باستهلاك الكومبوتشا التسمم الكبدي الحاد (الكبد) والكلية (الكلى) وكذلك الحماض الأيضي.  من المعروف أن شخصًا واحدًا على الأقل قد مات بعد تناوله للكومبوتشا، على الرغم من أن المشروب نفسه لم يثبت قط أنه سبب الوفاة.
قد تنجم بعض الآثار الضارة بالصحة عن حموضة الشاي التي تسبب الحماض، ويتم تحذير مخمرات البيرة لتجنب الإفراط في التخمر. قد تكون الآثار الضارة الأخرى ناتجة عن تلوث جرثومي أو فطري أثناء عملية التخمير.  وجدت بعض الدراسات أن حامض النيكوتين الكبد الوبائي في كومبوتشا، على الرغم من أنه من غير المعروف ما إذا كانت حالات تلف الكبد ناجمة عن حمض الخميرة أو لبعض السموم الأخرى.
شرب كومبوتشا يمكن أن يكون ضارا للأشخاص الذين يعانون من الأمراض الموجودة من قبل. نظرًا لمصدرها الميكروبي والتعبئة غير المعقمة المحتملة، لا ينصح باستخدا مكومبوتشا للأشخاص الذين يعانون من ضعف وظائف المناعة،  النساء الحوامل أو المرضعات، أو الأطفال دون سن 4 سنوات. قد يؤثر على الاستجابات المناعية أو حموضة المعدة في هذه المجموعات الحساسة.  هناك بعض الأدوية التي يجب ألا يتناولها الشخص في نفس الوقت الذي يتناوله كومبوتشا بسبب النسبة المئوية الصغيرة لمحتوى الكحول.